# Githa Michiels
Githa Michiels, née le 28 mars 1983 à Edegem, est une coureuse cycliste belge. Spécialisée en VTT et en cyclo-cross, elle est notamment sept fois championne de Belgique de VTT cross-country entre 2008 et 2016 et a représenté la Belgique aux Jeux olympiques de 2016.

## Palmarès en VTT

### Jeux olympiques
- Rio 2016
  - 21e du cross-country
- Tokyo 2020
  - 33e du cross-country

### Championnats du monde
- 2009
  - 29e du cross-country
- 2013
  - 32e du cross-country
- 2014
  - 20e du cross-country
  - 15e du relais mixte
- 2015
  - 17e du cross-country
- 2016
  - 45e du cross-country

### Coupe du monde
- Coupe du monde de cross-country
  - 2009 : 47e du classement général
  - 2011 : 58e du classement général
  - 2012 : 58e du classement général
  - 2013 : 28e du classement général
  - 2014 : 27e du classement général
  - 2015 : 17e du classement général
  - 2016 : 33e du classement général
  - 2017 : 27e du classement général
  - 2018 : 19e du classement général
  - 2019 : 19e du classement général
  - 2021 : 46e du classement général
  - 2022 : 70e du classement général

### Championnats d'Europe
- 2009
  - 20e du cross-country
- 2013
  - 15e du cross-country
- 2014
  - 5e du cross-country
- 2015
  - 11e du cross-country
- 2016
  - 16e du cross-country
- 2018

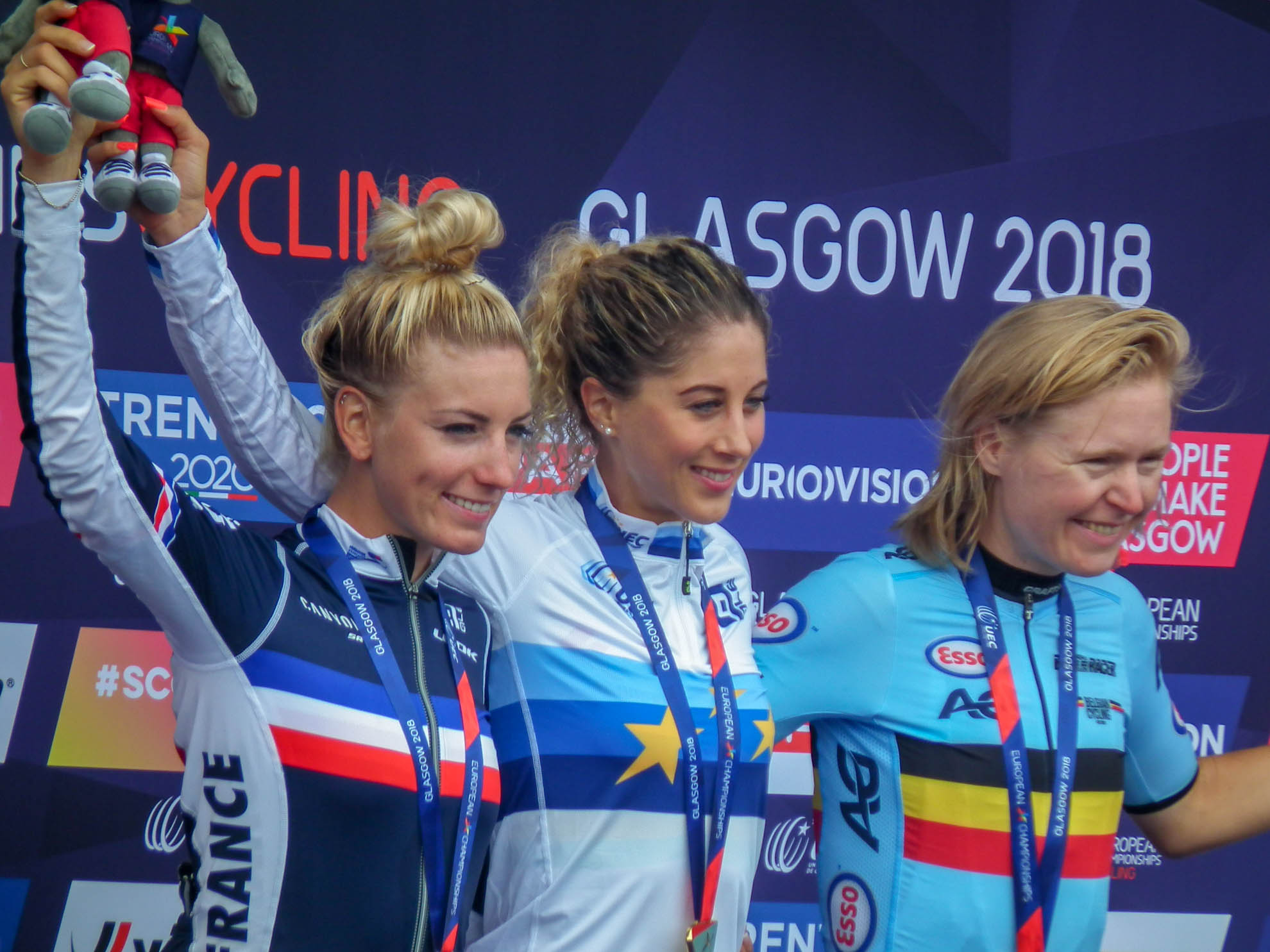
Podium du championnat d'Europe 2018

  -  Médaillée de bronze du cross-country

### Championnats nationaux
- Championne de Belgique de cross-country en 2008, 2012, 2013, 2014, 2015, 2016, 2017, 2018 et 2019
- Championne de Belgique de cross-country marathon en 2008
- Championne de Belgique de cross-country eliminator en 2012, 2013